# Sandy Howard
Sandy Howard (* 1. August 1927 in der Bronx; † 16. Mai 2008 in Los Angeles) war ein US-amerikanischer Filmproduzent.

## Leben
Sandy Howard begann seine Karriere bereits in sehr jungen Jahren am Broadway, bevor er nach Hollywood zog. 1958 entwickelte er eine Gerichtsshow namens Night Court U.S.A., bei der er auch selbst Regie führte. Im folgenden Jahr produzierte er die Polizeiserie Police Station. Ab 1964 begann er Spielfilme zu produzieren, aber erst 1970 konnte er mit Ein Mann, den sie Pferd nannten einen großen Erfolg erzielen. Richard Harris, der auch in den beiden später folgenden Fortsetzungen die Titelrolle spielte, war auch Hauptdarsteller in Echos eines Sommers mit der jungen Jodie Foster. Den größten Teil seiner Produktionen verwirklichte Howard in den 1970er Jahren, bis er zum Ende des Jahrzehnts zwei Fehlschläge hintereinander verkraften musste. Die Insel des Dr. Moreau von 1977 mit Burt Lancaster und Michael York floppte und auch der mit Sean Connery und Henry Fonda hochkarätig besetzte Film Meteor spielte 1979 nicht einmal die Hälfte der Produktionskosten ein.
Es folgte 1982 der dritte Teil des Mannes, den sie Pferd nannten, der jedoch nicht an den Erfolg der vorhergehenden Teile anschließen konnte. In der Folge produzierte Howard bis Ende der 1980er Jahre nur noch kleinere Filmprojekte. Howard verstarb in einem Krankenhaus an den Folgen seiner Alzheimer-Erkrankung im Alter von 80 Jahren.

## Filmografie (Auswahl)
- 1958: Tarzan und die Jäger (Tarzan and the Trappers)
- 1967: Der Diamantenprinz (Jack of Diamonds)
- 1970: Ein Mann, den sie Pferd nannten (A Man Called Horse)
- 1971: Ein Mann in der Wildnis (Man in the Wilderness)
- 1973: Die Odyssee der Neptun (The Neptune Factor)
- 1976: Der Mann, den sie Pferd nannten – 2. Teil (The Return of a Man Called Horse)
- 1976: Die Brut des Bösen (Embryo)
- 1976: Auf der Fährte des Adlers (Sky Riders)
- 1976: Echos eines Sommers (Echoes of a Summer)
- 1977: Die Insel des Dr. Moreau (The Island of Dr. Moreau)
- 1978: Das Geheimnis des blinden Meisters (Circle of Iron)
- 1979: Meteor
- 1982: Triumph des Mannes, den sie Pferd nannten (Triumphs of a Man Called Horse)
- 1984: Angel – Straße ohne Ende (Angel)
- 1985: Blind Rage (The Boys Next Door)
- 1985: Angel kehrt zurück (Avenging Angel)
- 1986: Hollywood Cop (Hollywood Vice Squad)